# Метаплазм
Метапла́зм (др.-греч. μεταπλασμός ← μετα- + πλάσσω «преображаю, переделываю, превращаю») — в классической риторике собирательное название всевозможных преобразований отдельных букв и слогов слова вопреки обычным нормам речи или письма в силу необходимости или с целью достичь большего изящества. 
В лингвистике метаплазмом называется обобщённое обозначение различных изменений, претерпеваемых словами, в число которых входят протеза, эпентеза, парагога, афереза, синкопа, апокопа, элизия, стяжение, синереза, ложное сандхи.